# Mahinathpur
Mahinathpur (en népalais : महिनाथपुर) est un comité de développement villageois du Népal situé dans le district de Sarlahi. Au recensement de 2011, il comptait 3 588 habitants.